# Driving Emotion Type-S
Driving Emotion Type-S (ドライビング・エモーション・タイプエス) est un jeu vidéo de course développé par Escape et édité par Square, sorti en 2000 sur PlayStation 2.

## Accueil
- AllGame : 2,5/5[1]
- Edge : 4/10[2]
- Electronic Gaming Monthly : 5,6/10[3]
- Famitsu : 28/40[4]
- GamePro : 2,5/5[5]
- Game Revolution : D+[6]
- Game Informer : 8/10[7]
- GameSpot : 7,3/10[8]
- GameZone : 7/10[9]
- IGN :  7/10[10]
- Jeuxvideo.com : 11/20[11]